# Pär Hansson
Pär Johan Åke Hansson (Vejbystrand, 22 giugno 1986) è un ex calciatore svedese, di ruolo portiere.

## Carriera

### Club
Ha iniziato a giocare a calcio nel Vejbyslätts IF, una piccola squadra dell'area in cui Hansson è cresciuto, poi nel 2001 è entrato a far parte delle giovanili dell'Helsingborg.
Dopo tre stagioni in prestito all'Ängelholm durante le quali ha acquisito esperienza giocando nella terza e nella seconda serie nazionale, Hansson è finalmente approdato in prima squadra nel 2009, quando ha giocato le prime 23 giornate dell'Allsvenskan 2009 facendo così il debutto nel massimo campionato nazionale. La stagione seguente è iniziata nel migliore dei modi sia per il giocatore che per la squadra, che nelle prime dieci giornate ha subìto complessivamente solo due reti, issandosi in vetta alla classifica: a fine stagione il piazzamento finale è stato un secondo posto con 26 gol subiti in 30 partite, ma i rossoblu hanno comunque vinto la Coppa di Svezia.
Nella stagione 2011 Hansson (appena nominato nuovo capitano della squadra) e l'Helsingborg hanno invece vinto, oltre alla coppa nazionale, anche il campionato, conquistando il quinto titolo nazionale della storia del club. Negli anni immediatamente successivi nei quali Hansson è stato in rosa, i rossoblu si sono classificati in piazzamenti di centro-alta classifica, ma mai di vertice, tanto da non qualificarsi neppure per le coppe europee.
Hansson è rimasto all'Helsingborg fino al termine della stagione 2015, trasferendosi agli olandesi del Feyenoord nel gennaio 2016, quando era ventinovenne. Nei Paesi Bassi tuttavia ha avuto poco spazio a disposizione, visto che nella restante parte dell'Eredivisie 2015-2016 non è mai sceso in campo, mentre nell'edizione successiva (conclusa con la vittoria sia del campionato che della coppa nazionale) ha giocato solo una partita, persa 1-0 sul campo del Go Ahead Eagles.
Nel giugno 2017 è stato ufficializzato il suo ritorno all'Helsingborg a partire dal mese seguente, quando si sarebbe riaperta la finestra svedese di mercato. Hansson ha accettato di tornare al suo vecchio club nonostante esso nel frattempo fosse addirittura sceso nella seconda serie nazionale.
Il 23 settembre 2018 la sua restante carriera è stata compromessa da uno sfortunato episodio accaduto nella partita contro il Frej, durante la quale il giocatore ha sbattuto la testa sul manto erboso nel tentativo di effettuare una respinta di pugno in uscita dai pali. La squadra ha poi riconquistato ugualmente la promozione nella massima serie, ma Hansson non è più riuscito a tornare a giocare nonostante alcuni piani di rientro in campo. A causa dei problemi al collo causati dall'infortunio, è stato dunque costretto a ritirarsi.

### Nazionale
Nel giugno 2009 ha fatto parte della rosa che ha partecipato agli Europei Under-21, che in quell'anno si disputavano proprio in Svezia. La selezione gialloblu è uscita in semifinale dopo i calci di rigore contro l'Inghilterra, ma Hansson è sempre rimasto in panchina nel torneo poiché il titolare era Johan Dahlin.
Tra il 2011 e il 2014 ha giocato 6 partite con la Nazionale maggiore svedese, tutti incontri amichevoli tranne la partita esterna contro le Fær Øer, valida per le qualificazioni ai Mondiali 2014. In quell'occasione il titolare Andreas Isaksson era squalificato e l'altro portiere Kristoffer Nordfeldt infortunato.
Hansson ha fatto anche parte della rosa svedese a Euro 2012, senza però mai scendere in campo.

## Statistiche

### Cronologia presenze e reti in nazionale
| Cronologia completa delle presenze e delle reti in nazionale ― Svezia | Cronologia completa delle presenze e delle reti in nazionale ― Svezia | Cronologia completa delle presenze e delle reti in nazionale ― Svezia | Cronologia completa delle presenze e delle reti in nazionale ― Svezia | Cronologia completa delle presenze e delle reti in nazionale ― Svezia | Cronologia completa delle presenze e delle reti in nazionale ― Svezia | Cronologia completa delle presenze e delle reti in nazionale ― Svezia | Cronologia completa delle presenze e delle reti in nazionale ― Svezia |
| Data                                                                  | Città                                                                 | In casa                                                               | Risultato                                                             | Ospiti                                                                | Competizione                                                          | Reti                                                                  | Note                                                                  |
| --------------------------------------------------------------------- | --------------------------------------------------------------------- | --------------------------------------------------------------------- | --------------------------------------------------------------------- | --------------------------------------------------------------------- | --------------------------------------------------------------------- | --------------------------------------------------------------------- | --------------------------------------------------------------------- |
| 19-1-2011                                                             | Città del Capo                                                        | Botswana                                                              | 1 – 2                                                                 | Svezia                                                                | Amichevole                                                            | -1                                                                    |                                                                       |
| 18-1-2012                                                             | Ar Rayyan                                                             | Bahamas                                                               | 0 – 2                                                                 | Svezia                                                                | Amichevole                                                            | -                                                                     |                                                                       |
| 23-1-2013                                                             | Chiang Mai                                                            | Corea del Nord                                                        | 1 – 1                                                                 | Svezia                                                                | King's Cup 2013                                                       | -1                                                                    |                                                                       |
| 26-1-2013                                                             | Chiang Mai                                                            | Finlandia                                                             | 0 – 3                                                                 | Svezia                                                                | King's Cup 2013                                                       | -                                                                     |                                                                       |
| 11-6-2013                                                             | Solna                                                                 | Svezia                                                                | 2 – 0                                                                 | Fær Øer                                                               | Qual. Mondiali 2014                                                   | -                                                                     |                                                                       |
| 17-1-2014                                                             | Abu Dhabi                                                             | Moldavia                                                              | 1 – 2                                                                 | Svezia                                                                | Amichevole                                                            | -1                                                                    |                                                                       |
| Totale                                                                |                                                                       | Presenze                                                              | 6                                                                     |                                                                       | Reti                                                                  | -3                                                                    |                                                                       |

## Palmarès

### Club

#### Competizioni nazionali
- Campionato svedese: 1

Helsingborg: 2011
- Coppa di Svezia: 2

Helsingborg: 2010, 2011
- Supercoppa di Svezia: 1

Helsingborg: 2011, 2012
- Campionato olandese: 1

Feyenoord: 2016-2017
- Coppa dei Paesi Bassi: 1

Feyenoord: 2015-2016
- Supercoppa dei Paesi Bassi: 1

Feyenoord: 2017
- Superettan: 1

Helsingborg: 2018